# Henry Chamberlain, 1. Baronet

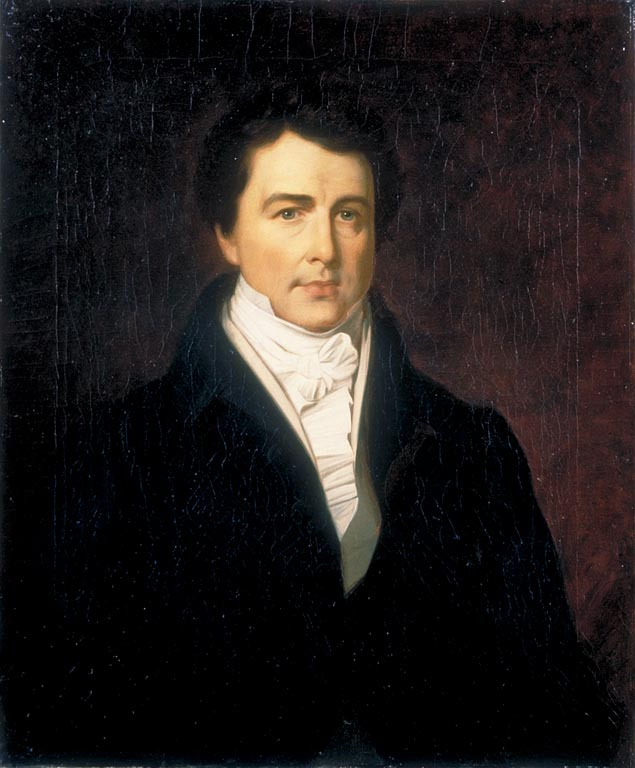
Henry Chamberlain, 1810

Sir Henry Orlando Chamberlain, 1. Baronet (* 20. September 1773 in St. Marylebone, London; † 31. Juli 1829 in Regent’s Park, London) war ein britischer Diplomat, Generalkonsul in Portugal und Charge d’Affaires in Brasilien.

## Leben und Diplomatenkarriere
Chamberlain wurde in London geboren und war der uneheliche Sohn des Politikers Hon. Henry Fane und Enkel des Thomas Fane, 8. Earl of Westmorland. Der Name und Stand seiner Mutter sind unbekannt. Er wurde als angeblich ferner Verwandter mit seinen Stiefgeschwistern im Hause seines Vaters erzogen. Als junger Mann verliebte er sich in eine der Töchter seines Vaters, so dass dieser ihm seine Abstammung preisgab, woraufhin Chamberlain das Haus verließ und sich in der nächstgelegenen Hafenstadt auf einem der auslaufenden Schiffe verdingte. So gelangte er zunächst nach Portugal, wo er eine Anstellung in der Postverwaltung annahm. Später wurde er in den britischen Konsulatsdienst aufgenommen und anschließend in diplomatischen Dienst gestellt. Er übersiedelte nach Rio de Janeiro, wo er als Generalkonsul für Südamerika eingesetzt war, ehe er zu einem diplomatischen Chargé d’Affaires ernannt wurde. Für seine Verdienste um den Abschluss eines Handelsvertrages zwischen Großbritannien und Brasilien wurde ihm am 22. Februar 1828 der erbliche Adelstitel eines Baronet, of London, verliehen. 1829 wurde er zum außerordentlichen bevollmächtigten Gesandten in Portugal ernannt. Er weilte zu dieser Zeit in London und litt an einer zunächst unscheinbaren Verletzung, die sich jedoch durch seine Zuckerkrankheit verschlimmerte und schließlich zum Tod führte. Er starb am 31. Juli 1829 in seinem Haus an der York Terrace am Regent’s Park an den Folgen einer missglückten Operation an einem Zeh.

## Naturwissenschaftliche Tätigkeit
Chamberlain war naturwissenschaftlich interessiert und beschäftigte sich mit Bereichen wie Astronomie, Botanik, Physik oder Zoologie. In Brasilien hatte er weite Reisen unternommen und so eine umfangreiche Sammlungen zusammengetragen. In seinem Garten pflanzte er exotische Pflanzen aus der brasilianischen Flora an. Er wurde im Zusammenhang mit der Einführung der Begonien nach Europa bekannt, wofür er am 25. April 1828 mit der großen silbernen Medaille der Royal Horticultural Society in London ausgezeichnet wurde. Kurz vor seinem Tode hielt er in London Vorträge über Astronomie. Seine reichhaltige Bibliothek und seine Sammlungen wurden versteigert. Die entomologische Sammlung kam nach Berlin.

## Familie
Er heiratete am 1. Januar 1795 in erster Ehe Elizabeth Harrod aus Exeter, 1813 wurde die Ehe durch einen Act of Parliament geschieden. Aus dieser Ehe gingen drei Kinder hervor:
- Sir Henry Chamberlain, 2. Baronet (1796–1843)[7][8] ⚭ 1826 Harriet Mullen († 1866);
- William Augustus Charles Chamberlain (1797–1806);
- Eliza Caroline Chamberlain (um 1799–1887), ⚭ 1819 Hon. Charles Orlando Bridgeman († 1860), Vice-Admiral der Royal Navy, zweiter Sohn des Orlando Bridgeman, 1. Earl of Bradford.

Am 5. Juni 1813 heiratete Henry Chamberlain in zweiter Ehe Anne Eugenia Morgan († 1867), Tochter des William Morgan. Aus der Ehe gingen acht Kinder hervor:
- Anne Beresford Chamberlain (* 1815);
- Harriett Mary Chamberlain (* 1816);
- William Charles Chamberlain (1818–1878), Rear-Admiral der Royal Navy, ⚭ (1) 1845 Elizabeth Jane Hall, ⚭ (2) Sarah Morgan Holroyd;
- Sir Neville Bowles Chamberlain  (1820–1902), Field Marshal der British Indian Army;
- Sir Crawford Trotter Chamberlain (1821–1902), General der British Indian Army;
- Thomas Hardy Chamberlain  (* 1822), Major General der British Indian Army;
- Katherine Cochrane Chamberlain;
- Charles Francis Falcon Chamberlain (1826–1870), Lieutenant-Colonel der British Indian Army.